# Švýcarská hokejová reprezentace
Švýcarská hokejová reprezentace (německy: Schweizer Eishockeynationalmannschaft; francouzsky: Équipe de Suisse de hockey sur glace; italsky: Nazionale di hockey su ghiaccio della Svizzera) zastupuje Švýcarsko na mezinárodních turnajích v ledním hokeji, především na mistrovství světa a olympijských hrách.
Ve 30. až 50. letech 20. století patřila k evropské špičce. Poté zažila ústup ze slávy, ale od začátku 21. století znovu patří k nejlepším hokejovým reprezentacím, takže se dokonce začalo hovořit o tom, že se přiřadila k "velké šestce" světového hokeje a vznikla tak "velká sedmička".
Švýcarský hokejový svaz (francouzsky Ligue Suisse de Hockey sur Glace, německy Schweizerischer Eishockeyverband) byl založen v roce 1908, členem IIHF je od 23. listopadu 1908 (jako čtvrtý člen v pořadí).
První mezistátní utkání sehrála švýcarská reprezentace proti Anglii 23. ledna 1909, prohrála 0:3 (hráno v rámci mezinárodního turnaje v Chamonix). Na témže turnaji sehrála o den později i první utkání proti mužstvu Čech, v němž zvítězila 8:2. Největším úspěchem švýcarské hokejové reprezentace jsou stříbrné medaile z mistrovství světa 1935, 2013, 2018 a 2024, titul mistrů Evropy z roku 1926, olympijské bronzy z let 1928 a 1948 nebo vítězství na Czech Hockey Games 2023.

## Lední hokej na olympijských hrách

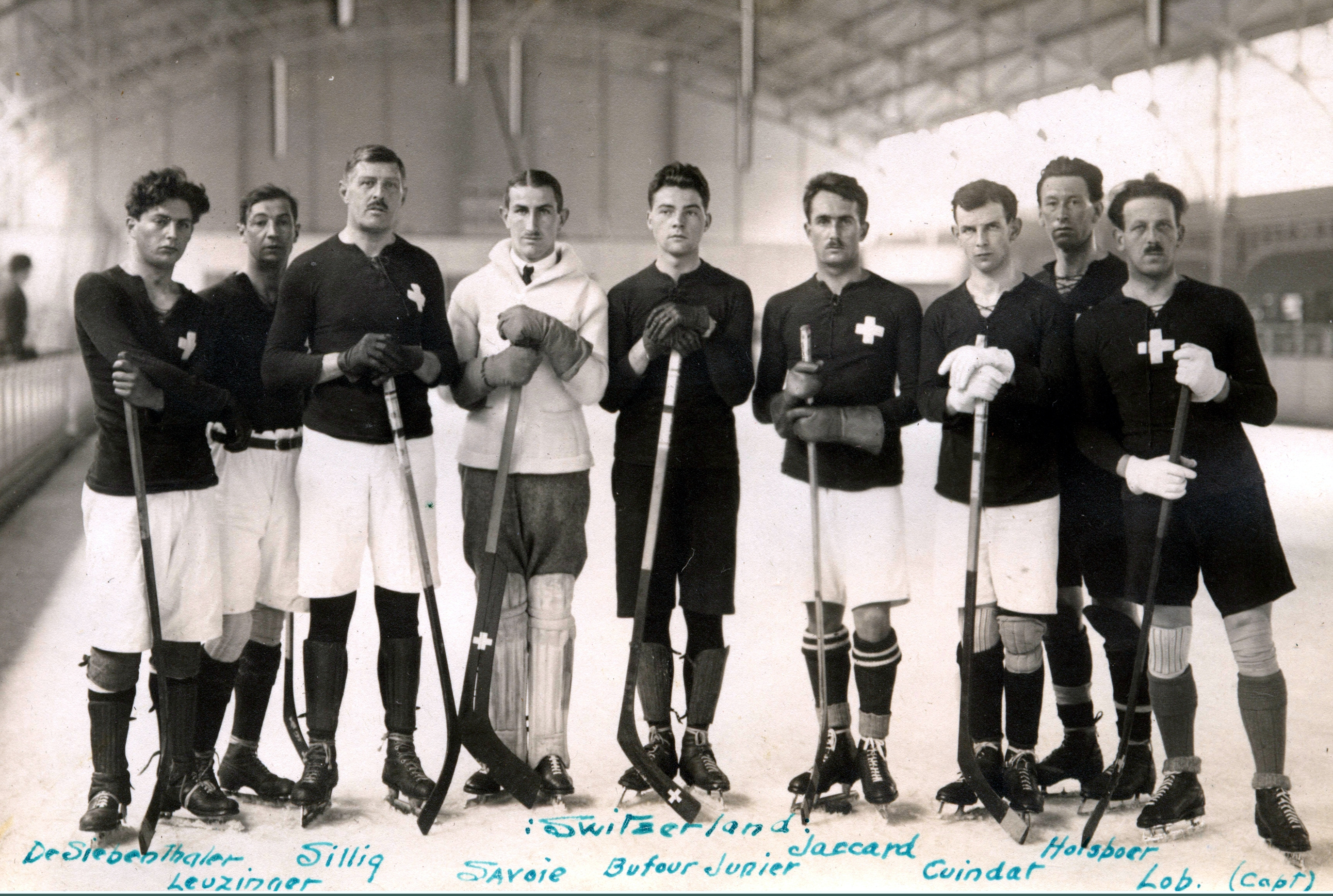
Švýcarské hokejové mužstvo na OH 1920

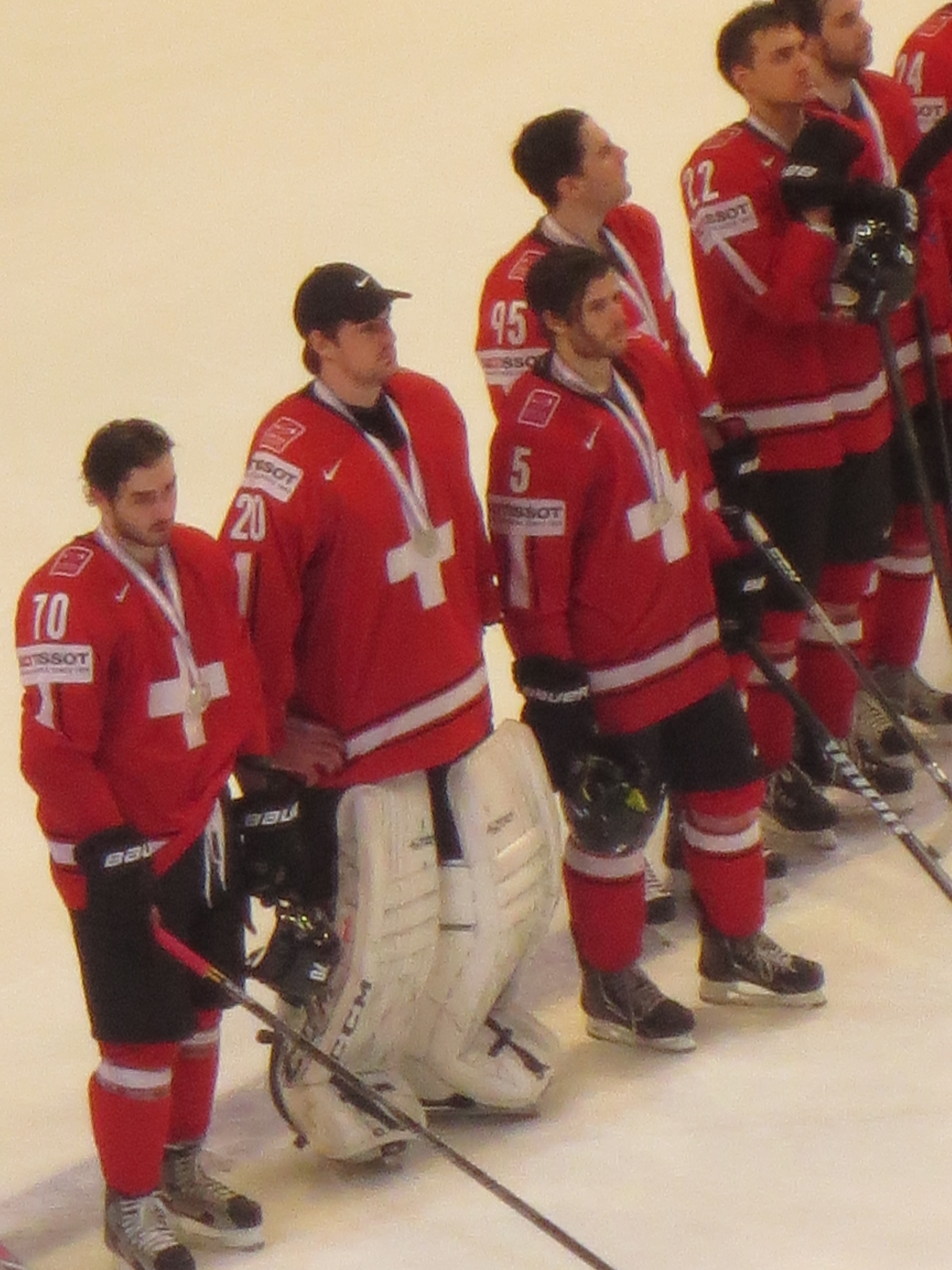
Švýcarští hokejisté se stříbrnými medailemi na MS 2013

| Hokej na ZOH | Místo ZOH                           | Umístění         | Soupisky |
| ------------ | ----------------------------------- | ---------------- | -------- |
| LOH – 1920   | Belgie Antverpy                     | 5. místo         | Soupiska |
| ZOH – 1924   | Francie Chamonix                    | 8. místo         | Soupiska |
| ZOH – 1928   | Švýcarsko Svatý Mořic               | Bronzová medaile | Soupiska |
| ZOH – 1932   | USA Lake Placid                     | Ne               |          |
| ZOH – 1936   | Německá říše Garmisch-Partenkirchen | 13. místo        | Soupiska |
| ZOH – 1948   | Švýcarsko Svatý Mořic               | Bronzová medaile | Soupiska |
| ZOH – 1952   | Norsko Oslo                         | 5. místo         | Soupiska |
| ZOH – 1956   | Itálie Cortina d'Ampezzo            | 9. místo         | Soupiska |
| ZOH – 1960   | USA Squaw Valley                    | Ne               |          |
| ZOH – 1964   | Rakousko Innsbruck                  | 8. místo         | Soupiska |
| ZOH – 1968   | Francie Grenoble                    | Ne               |          |
| ZOH – 1972   | Japonsko Sapporo                    | 10. místo        | Soupiska |
| ZOH – 1976   | Rakousko Innsbruck                  | 11. místo        | Soupiska |
| ZOH – 1980   | USA Lake Placid                     | Ne               |          |
| ZOH – 1984   | Jugoslávie Sarajevo                 | Ne               |          |
| ZOH – 1988   | Kanada Calgary                      | 8. místo         | Soupiska |
| ZOH – 1992   | Francie Albertville                 | 10. místo        | Soupiska |
| ZOH – 1994   | Norsko Lillehammer                  | Ne               |          |
| ZOH – 1998   | Japonsko Nagano                     | Ne               |          |
| ZOH – 2002   | USA Salt Lake City                  | 11. místo        | Soupiska |
| ZOH – 2006   | Itálie Turín                        | 6. místo         | Soupiska |
| ZOH – 2010   | Kanada Vancouver                    | 8. místo         | Soupiska |
| ZOH – 2014   | Rusko Soči                          | 9. místo         | Soupiska |
| ZOH – 2018   | Jižní Korea Pchjongčchang           | 10. místo        | Soupiska |
| ZOH – 2022   | Čína Peking                         | 8. místo         | Soupiska |
| ZOH – 2026   | Itálie Milán                        |                  | Soupiska |

## Mistrovství světa
- skupina B nebo • divize I
- skupina C

| Hokej na MS | Místo turnaje                                                    | Umístění                         | Soupisky                         |
| ----------- | ---------------------------------------------------------------- | -------------------------------- | -------------------------------- |
| MS – 1930   | Francie (Chamonix) Německo (Berlín)                              | Bronzová medaile                 | Soupiska                         |
| MS – 1931   | Polsko (Krynica)                                                 | Ne                               |                                  |
| MS – 1933   | ČSR (Praha)                                                      | 5. místo                         | Soupiska                         |
| MS – 1934   | Itálie (Milán)                                                   | 4. místo                         | Soupiska                         |
| MS – 1935   | Švýcarsko (Davos)                                                | Stříbrná medaile                 | Soupiska                         |
| MS – 1937   | Velká Británie (Londýn)                                          | Bronzová medaile                 | Soupiska                         |
| MS – 1938   | ČSR (Praha)                                                      | 6. místo                         | Soupiska                         |
| MS – 1939   | Švýcarsko (Basilej, Curych)                                      | Bronzová medaile                 | Soupiska                         |
| MS – 1947   | ČSR (Praha)                                                      | 4. místo                         | Soupiska                         |
| MS – 1949   | Švédsko (Stockholm)                                              | 5. místo                         | Soupiska                         |
| MS – 1950   | Velká Británie (Londýn)                                          | Bronzová medaile                 | Soupiska                         |
| MS – 1951   | Francie (Paříž)                                                  | Bronzová medaile                 | Soupiska                         |
| MS – 1953   | Švýcarsko (Basilej, Curych)                                      | Bronzová medaile                 | Soupiska                         |
| MS – 1954   | Švédsko (Stockholm)                                              | 7. místo                         | Soupiska                         |
| MS – 1955   | NSR (Krefeld, Düsseldorf, Dortmund, Köln)                        | 8. místo                         | Soupiska                         |
| MS – 1957   | SSSR (Moskva)                                                    | Ne                               |                                  |
| MS – 1958   | Norsko (Oslo)                                                    | Ne                               |                                  |
| MS – 1959   | Československo (Bratislava, Ostrava, Brno, Kladno, Kolín, Praha) | 12. místo                        | Soupiska                         |
| MS – 1961 B | Švýcarsko (Ženeva, Lausanne)                                     | Bronzová medaile                 |                                  |
| MS – 1962   | USA (Colorado Springs, Denver)                                   | 7. místo                         | Soupiska                         |
| MS – 1963 B | Švédsko (Stockholm)                                              | Stříbrná medaile                 |                                  |
| MS – 1965 B | Finsko (Tampere, Pori)                                           | Stříbrná medaile                 |                                  |
| MS – 1966 B | Jugoslávie (Lublaň)                                              | 6. místo                         |                                  |
| MS – 1967 B | Rakousko (Vídeň)                                                 | 7. místo                         |                                  |
| MS – 1969 C | Švédsko (Stockholm)                                              | Stříbrná medaile                 |                                  |
| MS – 1970 B | Švédsko (Stockholm)                                              | 6. místo                         |                                  |
| MS – 1971 B | Švýcarsko (Bern, Ženeva)                                         | Zlatá medaile                    |                                  |
| MS – 1972   | ČSSR (Praha)                                                     | 6. místo                         | Soupiska                         |
| MS – 1973 B | SSSR (Moskva)                                                    | 7. místo                         |                                  |
| MS – 1974 C | Finsko (Helsinky)                                                | Zlatá medaile                    |                                  |
| MS – 1975 B | NSR (Mnichov, Düsseldorf)                                        | Bronzová medaile                 |                                  |
| MS – 1976 B | Polsko (Katovice)                                                | 4. místo                         |                                  |
| MS – 1977 B | Rakousko (Vídeň)                                                 | 5. místo                         |                                  |
| MS – 1978 B | ČSSR (Praha)                                                     | Bronzová medaile                 |                                  |
| MS – 1979 B | SSSR (Moskva)                                                    | 5. místo                         |                                  |
| MS – 1981 B | Švédsko (Stockholm, Göteborg)                                    | Bronzová medaile                 |                                  |
| MS – 1982 B | Finsko (Tampere, Helsinky)                                       | 6. místo                         |                                  |
| MS – 1983 B | NSR (Düsseldorf, Dortmund, Mnichov)                              | 6. místo                         |                                  |
| MS – 1985 B | ČSSR (Praha)                                                     | Stříbrná medaile                 |                                  |
| MS – 1986 B | SSSR (Moskva)                                                    | Zlatá medaile                    |                                  |
| MS – 1987   | Rakousko (Vídeň)                                                 | 8. místo                         | Soupiska                         |
| MS – 1989 B | Švédsko (Stockholm)                                              | 4. místo                         |                                  |
| MS – 1990 B | Švýcarsko (Bern, Fribourg)                                       | Zlatá medaile                    |                                  |
| MS – 1991   | Finsko (Turku, Tampere, Helsinky)                                | 7. místo                         | Soupiska                         |
| MS – 1992   | ČSFR (Praha, Bratislava)                                         | 4. místo                         | Soupiska                         |
| MS – 1993   | SRN (Dortmund, Mnichov)                                          | 12. místo                        | Soupiska                         |
| MS – 1994 B | Itálie (Canezei, Bolzano, Milán)                                 | Zlatá medaile                    |                                  |
| MS – 1995   | Švédsko (Stockholm)                                              | 12. místo                        | Soupiska                         |
| MS – 1996 B | Rakousko (Vídeň)                                                 | Stříbrná medaile                 |                                  |
| MS – 1997 B | Finsko (Helsinky, Turku, Tampere)                                | Bronzová medaile                 |                                  |
| MS – 1998   | Švýcarsko (Curych, Basilej)                                      | 4. místo                         | Soupiska                         |
| MS – 1999   | Norsko (Hamar, Lillehammer, Oslo)                                | 8. místo                         | Soupiska                         |
| MS – 2000   | Rusko (Petrohrad)                                                | 6. místo                         | Soupiska                         |
| MS – 2001   | Německo (Norimberk, Kolín nad Rýnem, Hannover)                   | 9. místo                         |                                  |
| MS – 2002   | Švédsko (Göteborg, Jönköping, Karlstad)                          | 10. místo                        |                                  |
| MS – 2003   | Finsko (Helsinky)                                                | 8. místo                         |                                  |
| MS – 2004   | Česko (Praha, Ostrava)                                           | 8. místo                         |                                  |
| MS – 2005   | Rakousko (Vídeň, Innsbruck)                                      | 8. místo                         |                                  |
| MS – 2006   | Lotyšsko (Riga)                                                  | 9. místo                         |                                  |
| MS – 2007   | Rusko (Moskva , Petrohrad)                                       | 8. místo                         |                                  |
| MS – 2008   | Kanada (Québec, Halifax)                                         | 7. místo                         |                                  |
| MS – 2009   | Švýcarsko (Bern, Kloten)                                         | 9. místo                         | Soupiska                         |
| MS – 2010   | Německo (Kolín nad Rýnem a Mannheim)                             | 5. místo                         |                                  |
| MS – 2011   | Slovensko                                                        | 9. místo                         | Soupiska                         |
| MS – 2012   | Finsko a Švédsko                                                 | 11. místo                        | Soupiska                         |
| MS – 2013   | Švédsko a Finsko                                                 | Stříbrná medaile                 | Soupiska                         |
| MS – 2014   | Bělorusko (Minsk)                                                | 10. místo                        | Soupiska                         |
| MS – 2015   | Česko (Praha, Ostrava)                                           | 8. místo                         | Soupiska                         |
| MS – 2016   | Rusko (Moskva, Petrohrad)                                        | 11. místo                        | Soupiska                         |
| MS – 2017   | Německo (Kolín nad Rýnem) a Francie (Paříž)                      | 6. místo                         | Soupiska                         |
| MS – 2018   | Dánsko (Kodaň, Herning)                                          | Stříbrná medaile                 | Soupiska                         |
| MS – 2019   | Slovensko (Bratislava, Košice)                                   | 8. místo                         | Soupiska                         |
| MS – 2020   | Švýcarsko (Curych, Lausanne)                                     | Zrušeno kvůli pandemii covidu-19 | Zrušeno kvůli pandemii covidu-19 |
| MS – 2021   | Lotyšsko (Riga)                                                  | 6. místo                         | Soupiska                         |
| MS – 2022   | Finsko Helsinky a Tampere                                        | 5. místo                         | Soupiska                         |
| MS – 2023   | Lotyšsko a Finsko (Riga, Tampere)                                | 5. místo                         | Soupiska                         |
| MS – 2024   | Česko (Praha, Ostrava)                                           | Stříbrná medaile                 | Soupiska                         |
| MS – 2025   | Švédsko a Dánsko (Stockholm, Herning)                            | Stříbrná medaile                 | Soupiska                         |

## Galerie dresů reprezentace
| ZOH 1988 | 1991–1993 | MS 1998 | ZOH 1998 a MS 1999–2000 | ZOH 2002 a MS 2001–2004 | ZOH 2014 |
|          |           |         |                         |                         |          |

| MS 2014 | MS 2017 | ZOH 2018 | MS 2018 | ZOH 2022 | MS 2022 |
| \| \|   |         |          |         |          |         |
|         |         |          |         |          |         |

## Hlavní trenéři
| - 1920–1920 Max Sillig - 1924–1924 Peter Müller - 1928–1930 Bobby Bell - 1933–1933 Mezzi Andreossi - 1934–1935 Charles Fasel - 1936–1939 Ulrich von Sury - 1947–1952 Richard Torriani - 1948–1948 Wyn Cook - 1953–1953 Frank Sullivan - 1954–1958 Heinrich Boller - 1959–1960 André Girard - 1961–1962 Beat Rüedi | - 1963–1964 Hervé Lalonde - 1965–1966 André Girard - 1967–1967 Rastislav Jančuška - 1969–1972 Gaston Pelletier - 1974–1977 Rudolf Killias - 1978–1979 Jaroslav Jiřík - 1981–1982 Lasse Lilja - 1983–1985 Bengt Ohlson - 1985–1990 Simon Schenk - 1990–1991 Hans Lindberg - 1991–1992 Juhani Tamminen - 1992–1992 John Slettvoll | - 1992–1993 Bill Gilligan - 1993–1993 John Slettvoll - 1993–1994 Hans Lindberg - 1994–1995 Hardy Nilsson - 1995–1997 Simon Schenk - 1997–2010 Ralph Krueger - 2010–2014 Sean Simpson - 2014–2015 Glen Hanlon - 2015–2015 Felix Hollenstein - 2015–dosud Patrick Fischer |

## Související  články
- Mistrovství Evropy v ledním hokeji